# Samsung Galaxy Note

Galaxy Note logotyp

## Historia
Galaxy Note presenterades av Samsung under IFA 2011 i Berlin. Den släpptes för allmänheten första gången i Tyskland i slutet av oktober 2011. Den kom till andra länder kort därefter. Vid slutet av november fanns Galaxy Note på de flesta större marknader inklusive östra Asien, Europa och Indien. I december 2011 meddelade Samsung att de hade levererat flera miljoner Gaxaxy på mindre än två månader och att North American variant blev tillgänglig i februari 2012..
Samsung Galaxy Note är en Android-baserad smartphone som utmärker sig för att ha en större skärm och därmed även större dimensioner än nästan alla andra samtida mobiltelefoner, vilket gör att den räknas som en phablet. Galaxy Note har även en pekpenna vilket få mobiltelefoner av samma årgång har.
Galaxy Note fick under augusti 2012 en efterföljare vid namn Galaxy Note II.

## Tekniska specifikationer
- Dimensioner:(H x W x D):146,85 x 82,95 x 9,65 mm
- Vikt:178 gram

## Skärm
- Skärm: 5,3 tum
- Intern Teknik: HD Super AMOLED
- Upplösning: 800 x 1280 pixlar
- Färgdjup: 16 miljoner färger
- Pekpenna: ja

## Operativsystem
- Operativsystem: Android2.3 (Gingerbread)

## CPU och Minne
- Processor:Exynos med dubbla kärnor
- CPU Clock Rate: 1,4 GHz
- Arbetsminne:1GB
- Flashminne:
- Minneskortplats: MicroSD (upp till 32 GB)

## Nätverk
- Mobilnät:
- WLAN:

## Kamera
- Kamera (baksida):8 megapixel
  - Auto Focus: Ja
  - Digital / Optical Zoom: Digital zoom (x4)
  - Flash: LED-blixt
  - Shot Mode: En bild / Leendebild / Skönhet / Panorama / Dela bild / Action-bild / Cartoon
  - Photo Effects: Normal / Negativ / Gråskala / Sepia
  - White Balance: Auto / Dagsljus / Mulet / Glödlampa / Lysrör
  - ISO: Auto / 100 / 200 / 400 / 800
  - Foto Format: JPEG
- Kamera (framsida):2 megapixel

## Batteri
- Standard Kapacitet: 2500 mAh
- Taltid: Upp till 26 Timmar (GSM) / 13,5 Timmar (3G) Upp till 26 Timmar (GSM) / 13,5 Timmar (3G)
- Stand-by tid: Upp till 960 Timmar (GSM) / 820 Timmar (3G) Upp till 26 Timmar (GSM) / 960 Timmar (3G)

## Extra funktion
- Extra funktion: S Pen, S Planner, Smart Note Apps, Pen UX, Social Hub, Readers Hub, Music Hub, AllShare, FOTA, Touchwiz
- FM Radio: Ja
- Bluetooth: Ja, 3.0+ (Hög hastighet)
- NFC:
- USB: v2.0 (Hög hastighet) / OTG (On-The-Go)
- HDMI: